# Граничное (озеро)
Грани́чное — озеро на севере Тверской области России, на Валдайской возвышенности. Площадь — 6,89 км², длина — 6,6 км, ширина до 2 км. Высота над уровнем моря — 221 метр, длина береговой линии 23,2 километра. Наибольшая глубина — 9 метров, средняя глубина 3,88 метра. Площадь водосборного бассейна — 108 км².
Из озера вытекает река Граничная, приток Шлины.
Озеро имеет вытянутую с северо-запада на юго-восток форму. Берега на севере и северо-западе озера высокие, на юге и востоке — низкие, заболоченные. На северном берегу озера расположены сельскохозяйственные угодья вокруг деревни Ходуново, на других берегах — лес и болота.
Приблизительно в двух километрах от Граничного расположены два других больших озера — Серемо и Тихмень. Серемо принадлежит другому бассейну — озера Селигер и Волги, с Граничным его соединяет узкий искусственный канал со слабым течением в сторону Граничного (уровень озера Серемо на метр выше). Протока из озера Тихмень впадает в реку Граничная двумя километрами ниже её истока.
Озеро пользуется популярностью у рыбаков, в период половодья иногда используется как начало водного похода по Граничной и Шлине.